# Clavicornaltica australis
Clavicornaltica australis is een keversoort uit de familie bladkevers (Chrysomelidae). De wetenschappelijke naam van de soort werd in 1995 gepubliceerd door Konstantinov.